# Вулиця Астана Кесаєва (Севастополь)
Вулиця Астана Кесаєва (крим. Astana Kesayeva soqağı) — вулиця в Гагарінському районі Севастополя, між перехрестям вулиці Борисова зі Столетовським проспектом та проспектом Жовтневої Революції. Дома уздовж вулиці вище провулку Колобова адресуються проспектом Жовтневої Революції.
Забудова починаючи з 1990х років. Отримала свою назву у 1994 році.
2019 року відкритий однойменний парк.